# ناراتوفیلیا
ناراتوفیلیا (انگلیسی: Narratophilia) یک فتیش جنسی است که در آن کلمات و داستان‌ها معمولاً با گفتن کلمات یا داستان‌های کثیف و ناپسند به شریک جنسی تحریک‌کننده هستند. برای برخی افراد، نوشته‌ها یا کلماتی که کاملاً زشت نیستند، می‌توانند همان اثر برانگیختگی را داشته باشند. این اصطلاح همچنین برای برانگیختگی از طریق گوش دادن به کلمات و داستان‌های ناپسند استفاده می‌شود.